# Els misteris d'en Murdoch
Els Misteris d'en Murdoch (en anglès Murdoch Mysteries) és una sèrie de televisió canadenca emesa per Citytv i la CBC al Canadà i per TV3 (temporades 1-9) a Catalunya. Hi actua com a protagonista Yannick Bisson, que fa el paper de William Murdoch, un detectiu de policia que treballa a la comissaria número 4 de Toronto (Ontario), al Canadà, al voltant de principis del segle xx. La sèrie de televisió es basa en els personatges de les novel·les escrites per Maureen Jennings.

## Argument
La sèrie està ambientada a Toronto a partir del 1895 i segueix les aventures del detectiu William Murdoch (Yannick Bisson), de la policia de Toronto, que resol casos utilitzant mètodes detectivescos inusuals en el seu temps. Aquests mètodes inclouen les empremtes dactilars, l'anàlisi de sang, la vigilància i les restes o proves d'objectes desapareguts.
En algunes ocasions, Murdoch improvisa prototips de ginys que utilitzen una tecnologia anacrònica, que no existia en el seu temps, però que el públic del segle XXI pot reconèixer fàcilment. En un episodi, per exemple, crea una versió primitiva del sonar per localitzar un vaixell enfonsat al llac Ontario. En un altre fa una escolta telefònica. I, fins i tot, en un capítol hi apareix un policia francès que té una fotografia que Murdoch necessita com a prova, i l'inspector li demana que hi superposi una quadrícula codificada amb números que depenen del color de cada requadre. Després, el policia, per telègraf, envia a Murdoch el número de cada quadrat perquè l'inspector la pugui recrear. Així, doncs, l'agent de policia envia a Murdoch un mapa de bits, que anomenen facsímil, un fax.
Al detectiu Murdoch l'ajuden tres personatges: l'inspector Brackenreid (Thomas Craig), la doctora Julia Ogden (Hélène Joy) i l'inexpert però emprenedor George Crabtree (Jonny Harris), que aspira a ser escriptor de novel·la de misteri. Brackenreid, el cap de Murdoch, és un home originari de Yorkshire força aficionat a beure whisky i que, per investigar, s'estima més els sistemes convencionals que no pas els mètodes excèntrics del seu subordinat, tot i que, a pesar de les seves diferències, es mostra content i orgullós dels èxits de l'inspector. En molts casos, Brackenreid ja es dona per satisfet dels resultats de la investigació, però Murdoch sospita d'alguna cosa i vol continuar investigant. A Crabtree sempre li costa captar els mètodes avançats del detectiu, però el seu entusiasme i la seva fidelitat el fan un bon ajudant. Com Crabtree, la doctora Ogden és una gran defensora dels mètodes de Murdoch, i, gràcies a la seva habilitat a l'hora de fer autòpsies, sempre acaba revelant proves importants que ajuden el detectiu a resoldre casos. A mesura que van avançant els capítols, Murdoch cada vegada va sentint més atracció per ella, tot i que no li és fàcil expressar els seus sentiments, i apareix així una trama secundària de la sèrie. En la cinquena temporada, la doctora Ogden es casa amb el doctor Darcy Garland, un company que coneix a Buffalo), i entra a treballar al tanatori la doctora Emily Grace (Georgina Reilly). Ella i Crabtree mostren interès l'un per l'altre.
En molts episodis hi apareixen personatges històrics, que s'integren en l'argument a través de la ficció. En són alguns exemples Buffalo Bill Cody, Annie Oakley, H.G. Wells, Nikola Tesla, Wilfrid Laurier, Jack London, Arthur Conan Doyle, la reina Victòria, Oliver Mowat, germans Wright, Henry Ford, Winston Churchill, Bat Masterson, Alexander Graham Bell, Emma Goldman, Harry Houdini i Thomas Edison. En la sèrie sovint s'anticipen fets històrics futurs, com, per exemple, quan els governs britànic i nord-americà, en una operació conjunta, creen un aparell volador tecnològicament molt avançat i Crabtree i Murdoch es refereixen a un edifici secret del govern a Nevada i Nou Mèxic com a Concessió 51 (en al·lusió a l'Àrea 51). Els personatges també fan referència als invents del segle xix, que extrapolen a futures invencions, com ara els microones, les ulleres de visió nocturna, els ordinadors, jocs com el Cluedo o el Penjat i fins i tot un silenciador.
A més, un altre tema subjacent de la sèrie és que Murdoch és catòlic romà en una ciutat que en aquell moment era protestant, amb tots els prejudicis que això comporta.

## Episodis
| Temporada | Temporada                | Episodis | Emès originalment      | Emès originalment     | Emès originalment |
| Temporada | Temporada                | Episodis | Primer dia emès        | Últim dia emès        | Canal             |
| --------- | ------------------------ | -------- | ---------------------- | --------------------- | ----------------- |
|           | Pel·lícules de televisió | 3        | 13 de maig de 2004     | 8 de setembre de 2005 | Bravo!            |
|           | 1                        | 13       | 20 de gener de 2008    | 13 d'abril de 2008    | Citytv            |
|           | 2                        | 13       | 10 de febrer de 2009   | 27 de maig de 2009    | Citytv            |
|           | 3                        | 13       | 14 de març de 2010     | 13 de juny de 2010    | Citytv            |
|           | 4                        | 13       | 7 de juny de 2011      | 31 d'agost de 2011    | Citytv            |
|           | 5                        | 13       | 6 de juny de 2012      | 28 d'agost de 2012    | Citytv            |
|           | 6                        | 13       | 7 de gener de 2013     | 15 d'abril de 2013    | CBC               |
|           | 7                        | 18       | 30 de setembre de 2013 | 7 d'abril de 2014     | CBC               |
|           | 8                        | 18       | 6 d'octubre de 2014    | 30 de març de 2015    | CBC               |
|           | 9                        | 18       | 5 d'octubre de 2015    | 21 de març de 2015    | CBC               |
|           | 10                       | 18       | 10 d'octubre de 2016   | Per determinar        | CBC               |

## Personatges convidats
- Aaron Ashmore
- Alisen Down
- Allan Hawco
- Andrew Gower
- Arlene Dickinson
- Brendan Gall
- Bryn McAuley
- Catherine Disher
- Cedric Smith
- Chad Connell
- Chantal Craig
- Charlie Clements
- Charlotte Hegele
- Charlotte Sullivan
- Christopher Jacot
- Colin Buchanan
- Corey Sevier
- Craig Olejnik
- Dalmar Abuzeid
- David Chilton
- David Fox
- David Onley
- David Storch
- Dewshane Williams
- Dmitry Chepovetsky
- Dylan Neal
- Elva Mai Hoover
- Ephraim Ellis
- Eric Peterson
- Gavin Crawford
- Gema Zamprogna
- Geraint Wyn Davies
- Graham Abbey
- Jake Epstein
- Jason Card
- Jill Halfpenny
- John Bregar
- Jonathan Watton
- Kari Matchett
- Kate Greenhouse
- Katie Messina
- Keon Mohajeri
- Lally Cadeau
- Lauren Lee Smith
- Leslie Hope
- Liisa Repo-Martel
- Lisa Faulkner
- Lisa Ray
- Marc Bendavid
- Maria del Mar
- Mark Caven
- Mark O'Brien
- Martha Burns
- Matthew Bennett
- Measha Brueggergosman
- Michael Riley
- Michael Seater
- Michael Therriault
- Michelle Nolden
- Morgan Kelly
- Neil Crone
- Nicholas Campbell
- Nigel Bennett
- Patrick McKenna
- Paul Amos
- Paul Rhys
- Paula Brancati
- Peter Donaldson
- Peter Keleghan
- Peter Outerbridge
- Peter Stebbings
- Rachel Wilson
- Rebecca Web[4]
- Robbie Amell
- Rosemary Dunsmore
- Sarah Gadon
- Sarah Strange
- Sean Cullen
- Sebastian Pigott
- Sergio Di Zio
- Sheila McCarthy
- Shiva Negar
- Simon Williams
- Stephen Harper
- Stephen McHattie
- Steven Ogg
- Tara Spencer-Nairn
- Ted Atherton
- Thomas Howes
- Victor Garber
- Wendy Crewson
- William Shatner[4]
- Yannick Soulier
- Zachary Bennett
- Zaib Shaikh